# Стадион Линколн фајнаншиал филд
Стадион Линколн фајнаншиал филд (енгл. Lincoln Financial Field) је вишенаменски (фудбал, атлетика) стадион који се налази у Филаделфији, САД. Стадион се налази на југу Филаделфије. Прима 69.176 гледалаца. Такође познат под неформалним надимком „Линк” (The Linc).
Изградња стадиона почела је 7. маја 2001. године, а отварање је одржано 3. августа 2003. године. Стадион је постао ново домаће игралиште за Филаделфија иглсе, који је претходно користио Ветеранс стадион, који је касније срушен 2004.
Права на комерцијални назив стадиона стекли су у јуну 2002. године Линколн Фајнаншенал груп, компанија за осигурање и холдинг компанија за управљање инвестицијама. Уговор је износио 139,6 милиона долара за период од двадесет и једну годину.
2010. године МЛС ФК Филаделфија јунион је одиграо своје прве две домаће утакмице на овом стадиону.

## КОНКАКАФ златни куп
Овај стадион је неколико пута биран као стадион домаћина током турнира за Златни куп, фудбалског турнира за репрезентације КОНКАКАФа. Током Златног купа 2009. , 2015. , 2017.  и 2019. , овај стадион је био један од стадиона на којима су се играле фудбалске утакмице. У 2015. овде је одигран само 1 меч, финале између Јамајке и Мексика. На турниру 2017. одиграна су два четвртфинала, а 2019. исто два четвртфинала.
| № | Датум         | Репрезентације              | Резултат | Турнир       | Гледалаца |
| - | ------------- | --------------------------- | -------- | ------------ | --------- |
| 1 | 18. јул 2009. | Канада – Хондурас           | 0:1      | Четвртфинале | 31.087    |
| 2 | 18. јул 2009. | Сједињене Државе – Панама   | 2:1      | Четвртфинале | 31.087    |
| 3 | 26. јул 2015. | Јамајка – Мексико           | 1:3      | Финале       | 68.930    |
| 4 | 19. јул 2017. | Костарика – Панама          | 1:0      | Четвртфинале | 31.615    |
| 5 | 19. јул 2017. | Сједињене Државе – Салвадор | 2:0      | Четвртфинале | 31.615    |
| 6 | 30. јун 2019. | Јамајка – Панама            | 1:0      | Четвртфинале | 26.233    |
| 7 | 30. јун 2019. | Сједињене Државе – Курасао  | 1:0      | Четвртфинале | 26.233    |

### Копа Америка Сентенарио
| № | Датум         | Репрезентације              | Резултат | Турнир       | Гледалаца |
| - | ------------- | --------------------------- | -------- | ------------ | --------- |
| 1 | 9. јун 2016.  | Уругвај – Венецуела         | 0:1      | Четвртфинале | 23.002    |
| 2 | 11. јун 2016. | Сједињене Државе – Парагвај | 1:0      | Четвртфинале | 51.041    |
| 3 | 14. јун 2016. | Чиле – Панама               | 4:2      | Финале       | 27.260    |